# Lijst van migratieschepen naar Suriname

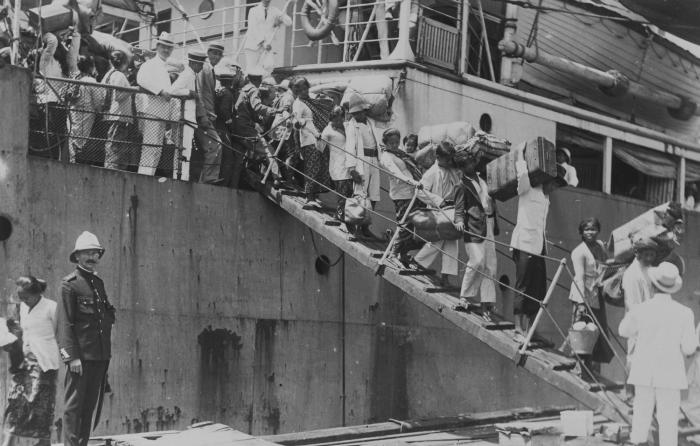
Aankomst Javanen in Paramaribo, foto: 1920-30

Dit is een lijst van migratieschepen naar Suriname. Op deze schepen reisden immigranten uit Azië naar onder meer Suriname.

## Achtergrond
Na de afschaffing van de slavernij (1863) werden door de overheid contractarbeiders aangetrokken uit Azië om op de plantages in Suriname te werken. Sinds 1853 kwamen Chinezen naar Suriname, vanaf 1873 Hindoestanen uit Brits-Indië en vanaf 1890 Javanen. Deze arbeidskrachten kregen een contract van vijf jaar waarna zij mochten terugkeren naar hun land. De arbeiders die bleven kregen van de overheid een stuk grond van een à twee hectare om te gebruiken voor landbouw; hiervoor werden gronden van de plantages verkaveld.

## Lijst
De jaartallen horen bij de schepen zelf. De volgende lijst is niet compleet:
- Lalla Rookh (schip, 1853)
- British Peer (schip, 1865)
- Ganges (schip, 1882)
- Avon (schip, 1884)
- Erne (schip, 1886)
- Rhine (schip, 1886)
- Ems (schip, 1893)
- Clyde (schip, 1894)
- Mersey (schip, 1894)
- Indus (schip, 1904)
- Ganges (schip, 1906)
- Mutlah (schip, 1907)
- Sutlej (schip, 1907)
- Chenab (schip, 1911)